# Zalonema myrianae
Zalonema myrianae is een rondwormensoort. De wetenschappelijke naam van de soort is voor het eerst geldig gepubliceerd in 1996 door Verschelde & Vincx.